# Hay que deshacer la casa (pel·lícula)
Hay que deshacer la casa és una pel·lícula espanyola de 1986 dirigida per José Luis García Sánchez. i protagonitzada per Amparo Rivelles i Amparo Soler Leal, a partir de l'obra teatral homònima de Sebastián Junyent Rodríguez.

## Argument
Després de molts anys d'absència, Ana, que viu a París, torna a Guadalajara i es retroba amb Laura per a repartir l'herència dels seus pares. Els temps i els ambients passats es van fent presents en les dues germanes.

## Repartiment
- Amparo Rivelles - Laura
- Amparo Soler Leal - Ana
- Joaquim Kremel - Frutos
- Josep Maria Pou - Ramón
- Luis Merlo - Marcelo
- Guillermo Montesinos - Netejabotes
- Francisco Valladares – Polític
- Luis Ciges - Quincaller
- Antonio Gamero – Polític
- Félix Rotaeta - Crespo
- Carlos Tristancho - Pacho
- Agustín González - Huete
- José Luis López Vázquez - Pepe Luis
- Manuel Huete - Capellà
- Blanca Patiño
- Concha Goyanes
- Alejandra Grepi - Toñi
- Miguel Romero
- Gabriel Latorre – Tècnic telèfons

## 1a Edició dels Premis Goya
| Categoria                  | Persona         | Resultat   |
| -------------------------- | --------------- | ---------- |
| Millor actriu protagonista | Amparo Rivelles | Guanyadora |